# Jòtxides
Jòtxides és el nom dels descendents de Jotxi, fill de Genguis Kan.
Va deixar almenys quatre fills:
- Orda Khan (vers 1204-1280), kan de l'Horda Blanca
- Batu Kan, kan de l'Horda Blava (els seus descendents foren anomenats Batúides)
- Berke Khan, kan de l'Horda d'Or o Kanat de Kiptxak (1257-1267)[1]
- Shiban (Xiban), que va rebre territoris al nord dels de Batu i Orda i va fundar la branca dels xibànides.

## Nota
1. ↑  David Morgan, The Mongols, p. 224